# Flesh of My Flesh, Blood of My Blood
Flesh of My Flesh, Blood of My Blood (englisch für „Fleisch meines Fleisches, Blut meines Blutes“) ist das zweite Studioalbum des US-amerikanischen Rappers DMX. Es wurde am 22. Dezember 1998 über die Labels Ruff Ryders Entertainment und Def Jam Recordings veröffentlicht.

## Produktion
Bei dem Album fungierten Dee und Waah Dean als ausführende Produzenten. Mit zehn Titeln wurde ein Großteil des Albums von dem Musikproduzent Swizz Beatz produziert, während P. Killer Trackz zwei Instrumentals beisteuerte. Weitere Beats stammen von Dame Grease, Irv Gotti, DJ Shok und Rebel.

## Covergestaltung
Das Albumcover zeigt DMX oberkörperfrei und blutüberströmt. Oben im Bild befinden sich die schwarzen Buchstaben DMX, während im Vordergrund der Titel Flesh of My Flesh, Blood of My Blood in Gelb steht. Der Hintergrund ist weiß gehalten.

## Gastbeiträge
Auf sechs Liedern des Albums sind neben DMX andere Künstler vertreten. So haben die Rapper Jadakiss und Styles P. einen Gastauftritt im Song We Don’t Give a Fuck, während der Track Coming From eine Kollaboration mit der Sängerin Mary J. Blige ist. Auf No Love 4 Me arbeitet DMX mit den Rappern Drag-On und Swizz Beatz zusammen, und bei The Omen ist der Rocksänger Marilyn Manson zu hören. Außerdem hat P. Killer Trackz einen Gastbeitrag im Stück Bring Your Whole Crew, während DMX auf Blackout von dem Rapper Jay-Z und der Rapgruppe The LOX unterstützt wird.

## Titelliste
| #  | Titel                                | Gastmusiker          | Produzent        | Länge |
| -- | ------------------------------------ | -------------------- | ---------------- | ----- |
| 1  | My Niggas (Skit)                     |                      | Swizz Beatz      | 1:27  |
| 2  | Bring Your Whole Crew                | P. Killer Trackz     | P. Killer Trackz | 3:40  |
| 3  | Pac Man (Skit)                       |                      |                  | 0:56  |
| 4  | Ain’t No Way                         |                      | Swizz Beatz      | 4:49  |
| 5  | We Don’t Give a Fuck                 | Jadakiss, Styles P.  | Irv Gotti, Rebel | 4:07  |
| 6  | Keep Your Shit the Hardest           |                      | Swizz Beatz      | 4:48  |
| 7  | Coming From                          | Mary J. Blige        | P. Killer Trackz | 5:13  |
| 8  | It’s All Good                        |                      | Swizz Beatz      | 4:17  |
| 9  | The Omen                             | Marilyn Manson       | Swizz Beatz      | 4:56  |
| 10 | Slippin’                             |                      | DJ Shok          | 5:05  |
| 11 | No Love 4 Me                         | Drag-On, Swizz Beatz | Swizz Beatz      | 4:00  |
| 12 | Dogs for Life                        |                      | Dame Grease      | 5:31  |
| 13 | Blackout                             | Jay-Z, The LOX       | Swizz Beatz      | 5:00  |
| 14 | Flesh of My Flesh, Blood of My Blood |                      | Swizz Beatz      | 4:32  |
| 15 | Heat                                 |                      | Swizz Beatz      | 4:07  |
| 16 | Ready to Meet Him                    |                      | Swizz Beatz      | 7:24  |

## Chartplatzierungen und Singles
Flesh of My Flesh, Blood of My Blood stieg am 8. Februar 1999 auf Platz 65 in die deutschen Charts ein und erreichte in der folgenden Woche mit Rang 61 die Höchstposition. Insgesamt konnte sich das Album fünf Wochen in den Top 100 halten. In den Vereinigten Staaten hielt es sich drei Wochen auf Platz 1 und belegte insgesamt 56 Wochen lang eine Position in den Top 200.
Als Singles wurden die Lieder Slippin’ und No Love 4 Me ausgekoppelt.

## Verkaufszahlen und Auszeichnungen
| Professionelle Bewertungen | Professionelle Bewertungen |
| -------------------------- | -------------------------- |
| Kritiken                   |                            |
| Quelle                     | Bewertung                  |
| Rolling Stone              | [ 4 ]                      |
| allmusic                   | [ 5 ]                      |

Flesh of My Flesh, Blood of My Blood wurde in den Vereinigten Staaten im Jahr 2000 für über 3,4 Millionen verkaufte Einheiten mit 3-fach-Platin ausgezeichnet. Obwohl es sich im Vereinigten Königreich nicht in den Charts platzieren konnte, erhielt das Album dort für mehr als 100.000 Verkäufe im Jahr 2021 eine Goldene Schallplatte.
Außerdem wurde die Single Slippin’ 2017 in den Vereinigten Staaten für über 500.000 verkaufte Exemplare mit einer Goldenen Schallplatte ausgezeichnet.